# Кларич, Златко
Златко Кларич (хорв. Zlatko Klarić; род. 24 октября 1956, Борово) — хорватский шахматист, гроссмейстер (1983). Шахматный литератор.
Лучшие результаты в международных соревнованиях: Монте-Карло (1977) — 1-е; Монпелье (1977) — 1—2-е; Кросно (1978) — 2—3-е; Винковци (1978) — 1-е; Вроцлав и Лондон (1979) — 1-е; Линц (1980) — 1-е; Зренянин (1980) — 2—3-е; Загреб (1981) и Тимишоара (1982) — 1—2-е; Каорле (1982) — 1—4-е; Салоники (1984) — 1-е; Ангулем (1986) — 2-е; Пула (1987) — 1—2-е места.

## Изменения рейтинга
| Графики недоступны из-за технических проблем. См. информацию на Фабрикаторе и на mediawiki.org. |